# Fernsehen (Lied)
Fernsehen ist ein Lied der deutschen Band Lucilectric aus dem Jahr 1996.

## Entstehung und Veröffentlichung
Geschrieben wurde das Lied gemeinsam von den beiden Lucilectric-Mitgliedern Ralf Goldkind und Luci van Org. Für die Produktion zeichneten Andreas Herbig und Annette Humpe verantwortlich.
Die Erstveröffentlichung von Fernsehen erfolgte im Jahr 1996 bei Sing Sing Records. Es erschien als CD-Maxi-Single mit zwei Remixen und dem Lied Farbe als B-Seite (Katalognummer: 74321 38501 2). Am 12. August 1996 erschien das Lied als Teil von Lucilectrics zweiten Studioalbum Süß und gemein (Katalognummer: 74321 35666 2), dessen dritte Singleauskopplung es ist.

## Inhalt
„Meine Bildung hab’ ich aus dem Fernseh’n.

Und du fragst mich, was guckst’n so viel Müll?

Meine Bildung hab’ ich aus dem Fernseh’n.

Ich muss das gucken, weil ich alles wissen will.“

## Musikvideo
Das unter der Regie von Rainer Thieding entstandene Musikvideo zeigt die Interpreten Luci van Org und Ralf Goldkind auf der Sofa sitzend vor dem Fernseher.
Das Lied und das Musikvideo enthalten zahlreiche Reminiszenzen an verschiedene Fernsehsendungen, wobei auch einige Original-Titelmusiken eingespielt werden:
- Dagmar Berghoff und die Tagesschau (auch als Titelmusik)
- Bert aus der Sesamstraße (auch als Titelmusik)
- Käpt'n Kirk aus Star Trek (auch als Titelmusik)
- Peggy Bundy aus der Eine schrecklich nette Familie
- Bezaubernde Jeannie
- Zorro
- Tatort
- Mutter Beimer aus der Lindenstraße (auch als Titelmusik)
- Kojak – Einsatz in Manhattan
- Pippi Langstrumpf
- Onkel Fester und Morticia Addams aus der Addams Family
- J.R Ewing aus Dallas (auch als Titelmusik)
- Flipper (auch als Titelmusik)
- Bonanza (auch als Titelmusik)
- 1, 2 oder 3 (auch als Titelmusik)
- Unser Sandmännchen (auch als Titelmusik)
- Miss Piggy aus der Muppet-Show  (auch als Titelmusik)
- Fred Feuerstein aus dem Flintstones  (auch als Titelmusik)
- Popeye

## Chartplatzierungen
| ChartsChartplatzierungen | Höchstplatzierung | Wochen |
| ------------------------ | ----------------- | ------ |
| Deutschland (GfK)        | 92 (2 Wo.)        | 2      |